# الأرض الطيبة (فلم 1954)
الأرض الطيبة هو فيلم دراما مصري من إخراج محمود ذو الفقار وبطولة مريم فخر الدين، كمال الشناوي، حسين رياض، زوزو ماضي، عبد السلام النابلسي، ثريا فخري وفؤاد المهندس، صدر الفيلم في 21 مايو 1954.

## نبذه
تكتشف سعدية أنها ابنة رجل ثري ولها إرث ضخم بعد موته، تحقد عليها زوجة أبيها فتتآمر ضدها بمساعدة حبيبها وشقيقها، وترفع دعوى ضد سعدية للحجر عليها، في هذه الأثناء يقع شقيق زوجة أبيها في حب سعدية، لتخوض سعدية في أحداث ومواقف لم تكن في الحسبان.

## طاقم العمل
- مريم فخر الدين بدور سعدية
- كمال الشناوي بدور حسين حشمت
- حسين رياض بدور الباشا
- زوزو ماضي بدور بهيجة
- عبد السلام النابلسي بدور زكي
- ثريا فخري بدور زوجة حسنين
- فؤاد المهندس بدور بسيوني
- عبد العزيز أحمد بدور حسنين

## وصلات خارجية
- مقالات تستعمل روابط فنية بلا صلة مع ويكي بيانات